# اسموزه
اسموژ (اوکراینی: Смо́же, (به لهستانی: Smorze)) یک روستا (سلو) در منطقه استری، استان لویو، در غرب اوکراین است. در اسموژ یک کلیسای چوبی سنت مایکل، ۱۸۷۴ حفظ شده‌است.